# Gregory Vlastos
Gregory Vlastos (Costantinopoli, 27 luglio 1907 – Berkeley, 12 ottobre 1991) è stato uno storico della filosofia statunitense.

## Biografia
Nato da madre scozzese e padre greco, ottenne il baccellierato delle arti al collegio Robert e nel 1931 conseguì il dottorato di ricerca all'Università di Harvard. Dopo un periodo di insegnamento all'Università della Regina in Canada, nel 1948 fu chiamato all'Università Cornell; dal 1955 al 1976 fu professore all'Università di Princeton e poi fino al 1987 all'Università della California a Berkeley.
Nel 1990 venne premiato dalla fondazione MacArthur con il MacArthur Fellows Program e ricevette per due volte la borsa di studio Guggenheim; fu membro dell'Accademia statunitense delle arti e delle scienze, della Società statunitense di filosofia e membro corrispondente dell'Accademia britannica.

## Opere
- Platonic Studies, Princeton, N.J., Princeton university press, 1973.
- Plato's Universe, Oxford, Clarendon press, 1975.
- Socrates : ironist and moral philosopher, Cambridge, New York, Melbourne, C.U.P., 1991.
- Socratic Studies, Cambridge, C.U.P., 1994; edizione italiana: Studi socratici, Milano, Vita e Pensiero, 2003.
- Studies in Greek philosophy Volume I: The Presocratics, Princeton, N.J., Princeton University Press, 1995.
- Studies in Greek philosophy Volume II: Socrates, Plato and their tradition, Princeton, N.J., Princeton University Press, 1995.